# سرکلم خلیلوند
سرکلم خلیلوند روستایی از توابع بخش مرکزی شهرستان ملکشاهی است. این روستا در دهستان شوهان قرار دارد.